# Paolo IV Esterházy
Paolo IV Esterházy di Galantha (Vienna, 11 marzo 1843 – Lockenhaus, 22 agosto 1898) è stato un principe, diplomatico e politico ungherese appartenente alla nobile famiglia degli Esterházy.

## Biografia
Paolo era figlio del Principe Nicola III Esterházy, trascorse la propria esistenza tra Londra ed il Vaticano dove i suoi antenati avevano steso una fitta rete diplomatica, fatto che gli consentì di formarsi attivamente sotto quest'aspetto.
Dopo la riconciliazione tra Austria ed Ungheria, avvenuta nel 1867 e lo stabilimento di una doppia monarchia (austro-ungherese appunto) Paolo si occupò attivamente degli affari esteri dell'Impero, tralasciando l'Ungheria. Anni dopo, egli tornò alla politica della madrepatria e venne scelto come delegato della provincia di "Kapúvárer" e venne nominato rappresentante del comitato per le città di Wieselburg e Ödenburg. Nel 1881 venne nominato consigliere segreto da Francesco Giuseppe e nel 1896 ottenne, come era accaduto per molti suoi antenati, il cavalierato dell'Ordine del Toson d'oro.
Nel 1894, alla morte del padre Nicola III, ottenne l'amministrazione personale di tutti i beni della famiglia, ma morì dopo solo 4 anni di reggenza, nel 1898, lasciando la successione a Nicola, suo figlio primogenito.

## Matrimonio e figli
Il 21 ottobre 1868, a Vienna, sposò Marie von Trauttmansdorff-Weinsberg (1847-1876), con la quale ebbe un figlio:
- Nicola (1869-1920), principe di Galanta

Alla morte della prima moglie, il 17 giugno 1879 si risposò a Dülmen con la principessa Eugénie de Croy (1854-1889), dalla quale però non ebbe figli.

## Albero genealogico
|                                          |                                     |                                                                    | Genitori                                                         |  |  | Nonni |  |  | Bisnonni            |  |  | Trisnonni           |  |
|                                          |                                     |                                                                    |                                                                  |  |  |       |  |  | Nicola II Esterházy |  |  | Antonio I Esterházy |  |
|                                          |                                     |                                                                    |                                                                  |  |  |       |  |  | Nicola II Esterházy |  |  | Antonio I Esterházy |  |
|                                          |                                     | Maria Teresa Erdődy von Monyorókerek und Monoszló                  |                                                                  |  |  |       |  |  | Nicola II Esterházy |  |  |                     |  |
| Paolo III Antonio Esterházy              |                                     |                                                                    |                                                                  |  |  |       |  |  | Nicola II Esterházy |  |  |                     |  |
|                                          |                                     | Maria Giuseppa Ermenegilda del Liechtenstein                       | Francesco Giuseppe I del Liechtenstein                           |  |  |       |  |  |                     |  |  |                     |  |
|                                          |                                     | Maria Giuseppa Ermenegilda del Liechtenstein                       | Francesco Giuseppe I del Liechtenstein                           |  |  |       |  |  |                     |  |  |                     |  |
|                                          |                                     | Maria Giuseppa Ermenegilda del Liechtenstein                       | Leopoldina di Sternberg                                          |  |  |       |  |  |                     |  |  |                     |  |
| Nicola III Esterházy                     |                                     | Maria Giuseppa Ermenegilda del Liechtenstein                       |                                                                  |  |  |       |  |  |                     |  |  |                     |  |
|                                          |                                     | Carlo Alessandro di Thurn und Taxis, V principe di Thurn und Taxis | Carlo Anselmo di Thurn und Taxis, IV principe di Thurn und Taxis |  |  |       |  |  |                     |  |  |                     |  |
|                                          |                                     | Carlo Alessandro di Thurn und Taxis, V principe di Thurn und Taxis | Carlo Anselmo di Thurn und Taxis, IV principe di Thurn und Taxis |  |  |       |  |  |                     |  |  |                     |  |
|                                          |                                     | Carlo Alessandro di Thurn und Taxis, V principe di Thurn und Taxis | Augusta Elisabetta di Württemberg                                |  |  |       |  |  |                     |  |  |                     |  |
| Maria Teresa di Thurn und Taxis          |                                     | Carlo Alessandro di Thurn und Taxis, V principe di Thurn und Taxis |                                                                  |  |  |       |  |  |                     |  |  |                     |  |
|                                          |                                     | Teresa di Meclemburgo-Strelitz                                     | Carlo II di Meclemburgo-Strelitz                                 |  |  |       |  |  |                     |  |  |                     |  |
|                                          |                                     | Teresa di Meclemburgo-Strelitz                                     | Carlo II di Meclemburgo-Strelitz                                 |  |  |       |  |  |                     |  |  |                     |  |
|                                          |                                     | Teresa di Meclemburgo-Strelitz                                     | Federica Carolina Luisa d'Assia-Darmstadt                        |  |  |       |  |  |                     |  |  |                     |  |
| Paolo IV Esterházy                       |                                     | Teresa di Meclemburgo-Strelitz                                     |                                                                  |  |  |       |  |  |                     |  |  |                     |  |
|                                          | George Villiers, IV conte di Jersey | William Villiers, III conte di Jersey                              |                                                                  |  |  |       |  |  |                     |  |  |                     |  |
|                                          | George Villiers, IV conte di Jersey | William Villiers, III conte di Jersey                              |                                                                  |  |  |       |  |  |                     |  |  |                     |  |
|                                          | George Villiers, IV conte di Jersey | Anne Egerton                                                       |                                                                  |  |  |       |  |  |                     |  |  |                     |  |
| George Child Villiers, V conte di Jersey | George Villiers, IV conte di Jersey |                                                                    |                                                                  |  |  |       |  |  |                     |  |  |                     |  |
|                                          |                                     | Frances Twysden                                                    | Philip Twysden, vescovo di Raphoe                                |  |  |       |  |  |                     |  |  |                     |  |
|                                          |                                     | Frances Twysden                                                    | Philip Twysden, vescovo di Raphoe                                |  |  |       |  |  |                     |  |  |                     |  |
|                                          |                                     | Frances Twysden                                                    | Frances Carter                                                   |  |  |       |  |  |                     |  |  |                     |  |
| Sarah Frederica Child-Villiers           |                                     | Frances Twysden                                                    |                                                                  |  |  |       |  |  |                     |  |  |                     |  |
|                                          |                                     | John Fane, X conte di Westmorland                                  | John Fane, IX conte di Westmorland                               |  |  |       |  |  |                     |  |  |                     |  |
|                                          |                                     | John Fane, X conte di Westmorland                                  | John Fane, IX conte di Westmorland                               |  |  |       |  |  |                     |  |  |                     |  |
|                                          |                                     | John Fane, X conte di Westmorland                                  | Augusta Bertie                                                   |  |  |       |  |  |                     |  |  |                     |  |
| Sarah Sophia Fane                        |                                     | John Fane, X conte di Westmorland                                  |                                                                  |  |  |       |  |  |                     |  |  |                     |  |
|                                          |                                     | Sarah Anne Child                                                   | Robert Child                                                     |  |  |       |  |  |                     |  |  |                     |  |
|                                          |                                     | Sarah Anne Child                                                   | Robert Child                                                     |  |  |       |  |  |                     |  |  |                     |  |
|                                          |                                     | Sarah Anne Child                                                   | Sarah Jodrell                                                    |  |  |       |  |  |                     |  |  |                     |  |
|                                          |                                     | Sarah Anne Child                                                   |                                                                  |  |  |       |  |  |                     |  |  |                     |  |